# 小姬
小姬（1585年？—1591年8月27日），德川秀忠的正室。織田信雄（北畠信意）的長女、豊臣秀吉（羽柴秀吉）的養女。生母是北畠具教的女儿。
据推測，天正12年（1584年），小牧、長久手之戰后，成为秀吉养女。天正18年（1590年）1月11日（一说21日），与德川秀忠结婚。一説秀忠12岁、小姬6岁。父信雄与秀吉不和，最后離缘。天正19年（1591年）七月初九去世，享年不詳（一説7岁）。

## 脚注
1. ↑  坪内定益氏所藏《織田系图》
2. ↑  《多聞院日記》